# جون كارلسون (لاعب كرة قدم سويدي)
جون كارلسون (بالسويدية: Johan Karlsson)‏ هو لاعب كرة قدم سويدي، ولد في 28 مارس 1997.

## وصلات خارجية
- جون كارلسون (لاعب كرة قدم سويدي) على موقع اتحاد السويد (السويدية)
- جون كارلسون (لاعب كرة قدم سويدي) على موقع قاعدة بيانات كرة القدم.إي يو (الإنجليزية)
- جون كارلسون (لاعب كرة قدم سويدي) على موقع Soccerway.com (الإنجليزية)